# Nol Card
Nol Card (араб.:نول, рус.: «оплата провоза») — электронная транспортная карта, используемая для оплаты проезда в общественном транспорте Дубая. Введена в августе 2009 года.

## Описание
«Nol Card» является бесконтактной смарт-картой, выпускающейся по стандарту ISO/IEC 7810 на основе технологии MIFARE, используя чипы DESFire от NXP. На карте могут храниться средства для оплаты проезда в автобусах и электропоездах. Сумма кредита должна быть зачислена на карту перед поездкой. Пассажиры заходят и выходят по этой карте через турникеты на станциях метро в целях продления срока действия и списания денежных средств. Существует возможность пополнения карт в билетопечатающих автоматах, кассах или мобильных приложениях банковской картой или же наличными средствами. Карта предназначена для сокращения количества транзакций в билетных кассах и бумажных билетов. Использование карты поощряется за счёт предложения более дешёвых тарифов, чем с бумажными билетами, хотя за покупку карты взимается плата. Неограниченный однодневный проезд в транспорте доступен только по билету Red ticket. Синяя «nol Card» предоставляет льготы студентам, гражданам пожилого возраста ОАЭ и инвалидам.

## История
В 2007 году была достигнута договорённость с компанией Octopus (Гонконг) о внедрении системы расчётов за проезд на основе пополняемых транспортных карт с электронным носителем в строящемся метрополитене Дубая. Проект был реализован через местную компанию партнёра, осуществляющую поддержку проекта в Дубае. В 2009 году система расчётов начала работу одновременно с открытием метрополитена.
26 сентября 2013 года была выпущена смарт-карта Smart Nol.
21 августа 2014 года минимальный баланс был увеличен с 1,8 до 7,5 дирхамов во избежание «перерывов» в поездках. Продажи выросли на 52%. 21 октября 2014 года был анонсирован новый пакет акций. 
Стоимость проезда на короткие расстояния (менее 3 км) составляла 1,8 дирхам, поездка в пределах одной зоны — 2,3 дирхам, двух зон в независимости от расстояния — 4,1 дирхама, трёх зон — 5,8. 6 ноября 2014 года компания RTA пересмотрела тарифы в сторону увеличения, они вступили в силу с 11 ноября 2014 года.
В 2016 году был заключён договор с компанией Network International о реализации возможности оплаты картой nol в некоторых магазинах города. Уже в 2017 году картой можно было расплачиваться в 5000 магазинах Дубая, для входа в некоторые парки и некоторые музеи.
В 2019 году была запущена программа лояльности nol Plus.

## Использование
Карта «nol Card» используется для оплаты проезда в метро, трамваях, автобусах и абрах, других видах транспорта, а также для оплаты парковки, предоставляемой RTA. Также карта используется для оплаты проезда в такси. Карту «nol Card» принимают более 8000 таксистов, включая такси в аэропортах. С середины 2015 года все такси оснащены модернизированной системой оплаты «nol Card» наряду с бесконтактными банковскими картами.

## Виды транспортных карт «nol Card»
- Красная (Red Ticket) — рекомендована для использования приезжающими в город, для кого использование общественного транспорта нерегулярно. Стоимость карты равна 2 дирхамам. Изготавливается из картона. Карта пополняемая, но может быть использована не более чем для 10 поездок, после карта утилизируется. Максимальный срок службы карты — 90 дней.
- Серебряная (Silver Card) — рекомендована для пассажиров, активно использующих общественный транспорт. Стоимость покупки карты составляет 25 дирхам, при этом баланс карты будет равен 19 дирхамам. Максимальный срок службы карты — около 5 лет.
- Золотая (Gold Card) — рекомендована для пользователей, предпочитающих повышенный комфорт передвижения. Стоимость прохода на станции и остановки метро и трамвая повышенная, карта даёт право находиться в вагонах Gold-класса. Стоимость карты составляет 25 дирхам, при этом баланс карты будет равен 19 дирхамам. Максимальный срок службы карты — около 5 лет.
- Синяя (Personal Card) — персональная карта для граждан Дубая льготной категории (студенты и пенсионеры), позволяет использовать общественный транспорт по сниженной цене. Стоимость карты составляет 70 дирхам, при этом баланс карты будет равен 20 дирхамам. Максимальный срок службы карты — около 5 лет.

Серебряная и Золотая карты могут использоваться в виде неперсонифицированных и персонифицированных проездных билетов. В случае, если карта не персонифицирована, максимальный баланс карты не может превышать 1000 дирхам, если карта персонифицирована, то максимальный баланс карты может составлять до 5000 дирхам. Для персонифицированных карт возможно снятие остатка баланса в специальных пунктах обслуживания.

## Виды транспорта
Красная карта может быть использована только в автобусах, трамваях и метро. Остальные виды «nol Card» могут использоваться для всех видов общественного транспорта (автобус, трамвай, метро, такси, абра, паром, водное такси, водный автобус), оплаты муниципальных парковок и оплаты различных услуг.

## Особенности тарификации
В основе расчёта стоимости проезда в Дубае лежит зональный принцип. Дубай разделён на несколько зон.
- Передвижение внутри одной зоны считается проездом по 1 зоне.
- В случае пересечения границы зоны списывается проезд за 2 зоны в случае если расстояние между местом посадки и местом высадки более 3 км.[11]
- В случае пересечения двух или более границ между зонами списывает стоимость проезда за 3 зоны.

При поездке за пределы города или за пределы эмирата применяется тарификация, специфичная для каждого маршрута. Стоимость проезда необходимо уточнять у водителя.

### Разовые поездки
Для разных типов карт «nol Card» установлена разная стоимость проезда. Начало поездки невозможно, если баланс на карте меньше максимально возможной стоимости проезда. При входе в транспорт эта сумма «замораживается», неиспользованный остаток становится доступным через 30 минут после выхода из транспорта.
- Красная (Red Ticket) — 4 AED (1 зона), 6 AED (2 зоны), 8,5 AED (3 зоны);
- Серебряная (Silver Card) — 3 AED (1 зона), 5 AED (2 зоны), 7,5 AED (3 зоны);
- Золотая (Gold Card) — 3 AED (1 зона), 5 AED (2 зоны), 7,5 AED (3 зоны) для всех видов общественного транспорта. При использовании метро и трамвая тариф удваивается.
- Синяя (Personal Card) — персональная карта для граждан Дубая льготной категории (студенты и пенсионеры), позволяет использовать общественный транспорт по сниженной цене. В случае, если карта выпущена для человека, не имеющего в данный момент права на льготу, применяется тарификация, аналогичная Silver Card. В случае использования студентами, пенсионерами, и другими льготными категориями оплачивается 50% от тарифа Silver Card. Для инвалидов проезд по карте бесплатный.[10]

#### Пересадки
При оплате красной картой, каждая поездка оплачивается отдельно.
При использовании других видов карты «nol Card» разрешается использовать несколько видов транспорта. Бесплатно можно совершить 3 пересадки, при этом суммарная длительность поездки не может превышать 180 минут, а время пересадки после выхода из одного транспорта и посадки на другой не может превышать 30 минут. При соблюдении этих правил применится тариф, соответствующий общему количеству преодолённых границ зон.

### Проездные билеты
Проездные билеты действуют только в черте города. На красную карту можно записать проездной билет на 1 день без ограничения числа поездок и расстояния. Стоимость проездного — 20 дирхам. На одну карту можно записать не более 5 однодневных проездных.
Стоимость проездного для остальных видов карт зависит от количества дней и количества зон.
- На неперсонифицированные Silver и Gold можно записать проездной на 7 дней без ограничения числа поездок.
- На персонифицированные Silver и Gold, а также Personal можно записать проездные на 7, 30, 90 или 365 дней. Для карты Gold стоимость в два раза больше, для карты Personal в два раза меньше, чем стандартный тариф Silver.[10]

## Статистика использования
В 2012 году количество ежедневных транзакций по «nol Card» превышало 1,5 миллиона, включая вход и выход пассажиров со станций метро и автовокзалов, оплату парковки и пополнение карт. К 2012 году компания RTA выпустила более 5 миллионов карт. К 2023 году выпущено более 47 миллионов карт, в день проводится около 2 миллионов транзакций.

## Награды
В июне 2013 года «nol Card» была признана лучшей картой предоплаты на Ближнем Востоке. 

## Перспективы
В 2023 году продолжается работа по развитию виртуальной карты «nol Card». Планируется реализовать возможность оплаты проезда в общественном транспорте с помощью смартфонов Samsung, благодаря интеграции с приложением Samsung Pay.